# ۷۳۳ (میلادی)
۷۳۳ (میلادی) هفتصد و سی و سومین سال تقویم میلادی است.

## درگذشتگان
‎